# Parques nacionales de Grecia
Los parques nacionales de Grecia son áreas naturales del territorio griego clasificadas como parque nacional.
En septiembre de 2022, de acuerdo a World Database on Protected Areas, el país contaba con 27 parques nacionales (10 parques nacionales forestales, 15 parques nacionales y 2 parques nacionales marinos).: 174–5  Entre estos, el Parque nacional del monte Olimpo y el Parque nacional de Samaria han sido reconocidos como reservas de la biosfera por la Unesco. También se han protegido 443 áreas adicionales bajo el plan europeo Red Natura 2000.

## Historia y legislación
La tradición de las áreas protegidas en Grecia se remonta a la época de la Antigua Grecia y al Altis y al bosque sagrado de Olimpia, entre otros santuarios.: 173    En tiempos más recientes, la diversidad climática y biológica del país, junto con la rica flora y fauna asociada, hizo obvia la necesidad de la creación de parques nacionales ya en 1937, cuando el gobierno de Ioannis Metaxas promulgó por primera vez una ley que estableció los parques nacionales en Grecia, la Ley 856/1937 sobre Parques Nacionales de Bosques, basándose ella misma en los «bosques protegidos» del Código Forestal de 1929.: 174  En 1938, se estableció el primer parque nacional, centrado en el monte Olimpo, seguido más tarde ese mismo año por un segundo, centrado en el Monte Parnaso.: 174  En 1986, el marco legal fue reformado por la Ley 1650/1986, cuyo artículo 19 prevé los siguientes tipos de áreas protegidas:: 175 : 3264 
- áreas de reserva natural absoluta
- áreas de reserva natural
- parques nacionales
- formaciones naturales protegidas, paisajes protegidos y elementos del paisaje
- áreas de ecodesarrollo

Entre los parques nacionales, según el artículo 19 de la sección 3, cuando un «parque nacional» (εθνικό πάρκο) tiene un carácter predominantemente marino o forestal, puede convertirse en un «parque nacional marino» (θαλάσσιο πάρκο) o en un parque nacional forestal (εθνικός δρυμός).: 3264  Los parques declarados con anterioridad se consideran todos parques forestales.

## Diseño
Cada parque nacional consta de un núcleo y de un área periférica que lo rodea. Según la ley griega]], el núcleo no puede ser más pequeño que 15 000 000 m², con la excepción de los parques nacionales marinos. El área circundante debe ser mayor o al menos igual al tamaño del núcleo.
En el núcleo del parque nacional, solo se permiten la investigación científica, las actividades recreativas leves y la adquisición de información relacionada con el medio ambiente. La creación de casas de fieras, piscifactorías, construcción de caminos, puestos de avanzada, acampada e infraestructuras para la práctica del senderismo, junto con infraestructuras de tala de madera y pastos están permitidos en la zona periférica del parque nacional.

## Paisaje y clima
Grecia es caracterizada por un paisaje extremadamente fragmentado, que aloja una gran diversidad de ecosistemas y una excepcional biodiversidad. Casi un 5% de su extensa costa consiste de humedales ecológicamente sensibles. Dos tercios de la población total vive no más lejos de 2 km de la costa y la mayoría de los importantes centros urbanos son costeros, mientras que casi toda la infraestructura turística está dividida entre las islas griegas y la costa del continente.
El clima de Grecia está dividido en tres clases: un clima Mediterráneo con suaves y húmedos inviernos y calientes y secos veranos. Las temperaturas raramente alcanzan extremos, aunque ocasionalmente ocurren nevadas incluso en Atenas, Cícladas o Creta durante el invierno. Un clima alpino se encuentra principalmente en Grecia Occidental (Epiro), Grecia Central, Tesalia, Macedonia Oriental así como partes centrales del Peloponeso como Acaya, Arcadia y partes de Laconia por donde pasa el rango alpino). Un clima templado se halla en Macedonia Central y Oriental además de Tracia, en lugares como Komotini, Xanti y Hebros del norte; con fríos, húmedos inviernos y cálidos y secos veranos.

## Parques nacionales de Grecia
| Imagen | n.º | Tipo | Denominación | Periferia                                                   | Unidad periférica                                       | Fecha                   | Área (ha) (núcleo) | Área (ha) (periferia) | Coordenadas                                      | Referencias |
|        | 01  | FOR  | Parque nacional del Monte Olimpo (Εθνικός Δρυμός Ολύμπου) |                                                             |                                                         | 1938                    | 46,1               | —                     | 40°04′13″N 22°25′17″E / 40.07019027, 22.42147055 |             |
|        | 02  | FOR  | Parque nacional del Monte Parnaso (Εθνικός Δρυμός Παρνασσού) | Grecia Central                                              | Ftiótide                                                | 1938                    | 3706               | —                     | 38°34′14″N 22°32′22″E / 38.57056007, 22.53953099 |             |
|        | 03  | FOR  | Parque nacional del Parnès (Εθνικός Δρυμός Πάρνηθας) | Periferia de Ática                                          |                                                         | 1961                    | 3950               | —                     | 38°10′12″N 23°42′27″E / 38.17002823, 23.70745258 |             |
|        | 04  | FOR  | Parque nacional del Monte Enos (Εθνικός Δρυμός Αίνου) |                                                             |                                                         | 1962                    | 2831               | —                     | 38°08′58″N 20°40′21″E / 38.14957124, 20.67256066 |             |
|        | 05  | FOR  | Parque nacional de Samaria (Εθνικός Δρυμός Σαμαριάς) | Periferia de Creta                                          |                                                         | 1962                    | 4752               | —                     | 35°19′04″N 23°58′19″E / 35.31789493, 23.97187998 |             |
|        | 06  | FOR  | Parque nacional del Monte Eta (Εθνικός Δρυμός Οίτης) | Grecia Central                                              | Ftiótide                                                | 1966                    | 3468               | 3885                  | 38°49′58″N 22°19′12″E / 38.83287833, 22.32003927 |             |
|        | 07  | FOR  | Parque nacional de Pindo (Εθνικός Δρυμός Πίνδου) | Periferia de Epiro Periferia de Macedonia Oriental y Tracia |                                                         | 1966                    | 3154               | 3515                  | 39°54′56″N 21°10′13″E / 39.91557590, 21.17034344 |             |
|        | 08  | FOR  | Parque nacional del Sunio (Εθνικός Δρυμός Σουνίου) | Periferia de Ática                                          | Ática Oriental                                          | 1974                    | 622                | 3480                  | 37°42′35″N 24°00′29″E / 37.70959872, 24.00802492 |             |
|        | 09  | FOR  | Parque nacional del Vikos-Aoos (Εθνικός Δρυμός Βίκου – Αώου) | Periferia de Epiro                                          |                                                         | 1973                    | 3238               | 9595                  | 39°58′18″N 20°43′53″E / 39.97176589, 20.73126878 |             |
|        | 10  | FOR  | Parque nacional del Prespa (Εθνικός Δρυμός Πρεσπών) |                                                             |                                                         | 1974                    | 5102               | 21 061                | 40°47′14″N 21°04′45″E / 40.78727285, 21.07915442 |             |
|        | 11  | MAR  | Parque nacional marino de Alónnisos (Εθνικό Θαλάσσιο Πάρκο Αλοννήσου Βορείων Σποράδων) | Periferia de Tesalia                                        |                                                         | 1992                    | 230 140            | —                     | 39°14′14″N 24°06′22″E / 39.23711726, 24.10607594 |             |
|        | 12  | MAR  | Parque nacional marino de Zante (Εθνικό Θαλάσσιο Πάρκο Ζακύνθου) | Periferia de Islas Jónicas                                  |                                                         | 1999                    | 10 433             | 3734                  | 37°47′00″N 20°54′00″E / 37.78333, 20.9           |             |
|        | 13  | PN   | Parque nacional de Schiniás-Marathon (Εθνικό Πάρκο Σχινιά – Μαραθώνα) |                                                             |                                                         | 2000                    | 1439               | —                     | 38°09′04″N 24°01′42″E / 38.151111, 24.028333     |             |
|        | 14  | PN   | Parque nacional de Korónia-Vólvi-Témpi (Εθνικό Πάρκο Κορώνειας – Βόλβης και Μακεδονικών Τεμπών) |                                                             |                                                         | 2004                    | 15 928             | 192 157               | 40°41′03″N 23°27′52″E / 40.684167, 23.464444     |             |
|        | 15  | PN   | Parque nacional del Pindo septentrional (Εθνικό Πάρκο Βόρειας Πίνδου) (reagrupa los parques nacionales del Pinde et de Vikos-Aoos) |                                                             |                                                         | 2005                    | 146 259            | 48 387                | 39°56′27″N 20°57′02″E / 39.940804, 20.950584     |             |
|        | 16  | PN   | Parque nacional de las lagunas Messolonghi-Aitoliko, los tramos inferiores y estuarios de los ríos Acheloos y Evinos y las islas Echinades (Εθνικό Πάρκο Λιμνοθαλασσών Μεσολογγίου – Αιτωλικού, κάτω ρου και εκβολών ποταμών Αχελώου και Εύηνου και νήσων Εχινάδων) |                                                             |                                                         | 2006                    | 36 073             | 25 622                | 38°23′13″N 21°21′29″E / 38.387, 21.358           |             |
|        | 17  | PN   | Parque nacional de Dadiá-Lefkími-Souflí (Εθνικό Πάρκο Δάσους Δαδιάς – Λευκίμμης – Σουφλίου) |                                                             | Unidad periférica de Evros                              | 2006                    | 43 200             | —                     | 41°07′48″N 26°13′01″E / 41.13, 26.216944         |             |
|        | 18  | PN   | Parque nacional del lago Kerkíni (Εθνικό Πάρκο Λίμνης Κερκίνης) |                                                             |                                                         | 2006                    | 82 415             | —                     | 41°13′N 23°08′E / 41.21, 23.13                   |             |
|        | 19  | PN   | Parque nacional del delta de Evros (Εθνικό Υγροτοπικό Πάρκο Δέλτα Έβρου) | Periferia de Macedonia Oriental y Tracia                    | Unidad periférica de Evros                              | 2007                    | 12 896             | 6191                  | 40°48′57″N 26°01′40″E / 40.815833, 26.027778     |             |
|        | 20  | PN   | Parque nacional del golfo Ambracique (Εθνικό Πάρκο Υγροτόπων Αμβρακικού) |                                                             |                                                         | 2008                    | 28 763             | 152 270               | 39°06′N 20°53′E / 39.10, 20.88                   |             |
|        | 21  | PN   | Parque nacional de Macedonia Oriental y Tracia (Εθνικό Πάρκο Ανατολικής Μακεδονίας και Θράκης) | Macedonia Oriental y Tracia                                 | Unidad periférica de Kavala Unidad periférica de Ródope | 2008                    | 92 947             | 188                   | 40°57′50″N 24°58′19″E / 40.963889, 24.971944     |             |
|        | 22  | PN   | Parque nacional de Tzoumerka-Acheloos-Ágrafa-Météores (Εθνικό Πάρκο Τζουμέρκων Περιστερίου Χαράδρας Αράχθου) |                                                             |                                                         | 2009 (ampliado en 2018) | 72 360             | 9594                  | 39°33′N 21°00′E / 39.55, 21.00                   |             |
|        | 23  | PN   | Parque nacional de Kotýchi-Strofyliá (Εθνικό Πάρκο Υγροτόπων Κoτυχίου – Στροφιλιάς) |                                                             |                                                         | 2009                    | 15 975             | 7201                  | 38°00′N 21°17′E / 38.00, 21.29                   |             |
|        | 24  | PN   | Parque nacional de las Rhodopes (Εθνικό Πάρκο Οροσειράς Ροδόπης) |                                                             |                                                         | 2009                    | 54 929             | 120 063               | 41°22′35″N 23°07′41″E / 41.376389, 23.128056     |             |
|        | 25  | PN   | Parque nacional delta de Axios-Loudias-Aliakmonas (Εθνικό Πάρκο Δέλτα Αξιού – Λουδία – Αλιάκμονα) |                                                             |                                                         | 2009                    | 33 780             | —                     | 40°38′00″N 22°51′00″E / 40.633333, 22.85         |             |
|        | 26  | PN   | Parque nacional de Chelmos-Vouraïkos (Εθνικό Πάρκο Χελμού – Βουραϊκού) |                                                             | Unidad periférica de Acaya                              | 2009                    | 54 400             | —                     | 37°58′26″N 22°12′25″E / 37.973889, 22.206944     |             |
|        | 27  | PN   | Parque nacional del Gran y Pequeño Lago Prespa (Εθνικό Πάρκο Δρυμού Πρεσπών ) |                                                             |                                                         | 2009                    | 32 403             | —                     | 40°51′19″N 20°58′58″E / 40.855222, 20.98275      |             |